# Шаститко, Андрей Евгеньевич
Андрей Евгеньевич Шаститко (род. 27 октября 1965) — российский экономист, генеральный директор «Бюро экономического анализа», доктор экономических наук (1999), профессор, заведующий кафедрой конкурентной и промышленной политики экономического факультета МГУ.

## Биография
В 1989 году окончил экономический факультет МГУ им. М. В. Ломоносова по специальности «Экономист. Преподаватель политэкономии». В этом же году поступил в аспирантуру МГУ, окончил её в 1991 году и защитил в следующем году диссертацию на соискание степени кандидата экономических наук. В дальнейшем участвовал в различных международных научных программах по экономическим дисциплинам (1993—2003). В 1999 году получил учёную степень доктора экономических наук. В 2007 году ему было присвоено учёное звание профессора (МГУ).
C 1992 года работает на экономическом факультете МГУ (с 2000 года — профессор). В 2000—2002 годах являлся заведующим сектором «Конкуренция и антимонопольная политика» Фонда «Бюро экономического анализа». В 2002—2005 годах являлся исполняющим обязанности заместителя Генерального директора Фонда «Бюро экономического анализа», директора-координатора проекта «Бюро экономического анализа» (заем МБРР № 4185- RU). С 2005 г. является генеральным директором Фонда «Бюро экономического анализа».
С ноября 2007 года — Председатель Совета Ассоциации исследователей экономики общественного сектора (ASPE).
Один из участников Группы российских экономистов «СИГМА».

## Профессиональные интересы
Проводит исследования в сфере:
- новой институциональной экономической теории,
- конкуренции и антимонопольной политики.

Изучает поведение человека в экономической теории.
Преподаёт учебные дисциплины:
- Институциональная экономика;
- Экономическая теория организаций;
- Модели человека в экономической теории

## Публикации
Свыше 130 книг и статей.

### Монографии
- Новая институциональная экономическая теория / 4-е перераб. и доп. изд. — М.: ТЕИС, 2010. — 828 с. — ISBN 978-5-7218-1110-4.